# U20-Eishockeynationalmannschaft der GUS
Die U20-Eishockeynationalmannschaft der Gemeinschaft Unabhängiger Staaten (GUS) nahm an der Eishockey-Weltmeisterschaft der Junioren 1992 teil und gewann die Goldmedaille. In das Turnier war die Mannschaft, dessen Kader auch Spieler aus Lettland und Litauen umfasste und damit nahezu identisch mit dem der ehemaligen sowjetischen Auswahl war, noch unter dem Namen und der Flagge der UdSSR gestartet.
Im Laufe des Jahres 1992 wurde die U20-Auswahl der GUS durch die Russische U20-Eishockeynationalmannschaft abgelöst.

## Weltmeisterkader 1992
| Weltmeister | Wladislaw Buljin, Nikolai Chabibulin, Rawil Gusmanow, Alexei Jaschin, Darius Kasparaitis, Artjom Kopot, Konstantin Korotkow, Alexei Kowaljow, Sergei Kriwokrassow, Alexander Kusminski, Denis Metljuk, Boris Mironow, Ildar Muchometow, Andrei Nikolischin, Sandis Ozoliņš, Alexei Schitnik, Alexander Swerschow, Alexei Troschtschinski, Alexander Tscherbajew, Denis Winokurow, Michail Wolkow, Sergejs Žoltoks Trainerstab: Pjotr Worobjow, Waleri Goldobin, Wladimir Kamenew |